# Crkva sv. Lucije na Krku
Crkva svete Lucije je ranoromanička crkva u Jurandvoru kraj Baške na otoku Krku iz koje potječe starohrvatski glagoljički spomenik Bašćanska ploča. Uz crkvu je nekada postojao benediktinski samostan.
U 14. stoljeću crkva je bila vrlo stara. Zato 1308. godine papin poslanik Gentilis preporuča vjernicima kako bi prinosima popravili istrošeni benediktinski samostan svete Lucije. Postoji mišljenje kako samostan svete Lucije isprva nije bio benediktinski, nego da je kasnije preuzet od benediktinaca.
U crkvi je nađeno nekoliko ulomaka glagoljskih natpisa. Na glavnom oltaru nalazio se poliptih na drvu iz prve polovine 14. stoljeća, djelo braće Luke i Ivana Veneziano.

## Datiranje
U starijim izvorima piše da se crkva  nalazi u Baški i Bašćanskoj drazi, ali to je zbog promjene tih pojmova kroz povijest.
Vrijeme izgradnje crkve i samostana koji je postojao odmah do nje su nepoznati. Iz različitih okolnosti te iz samog teksta Bašćanske ploče smatra se da je postojala već u 11. st. Prema tekstu Bašćanske ploče može se jasno zaključiti da je hrvatski kralj Dmitar Zvonimir opatu Držihi „ledinu“ tj. zemljište, na kojemu je opat Dobrovit sagradio crkvu svete Lucije i samostan.
Smatra se da je samostan izgrađen na mjestu ville rustice iz rimskog doba, a crkva na temeljima ranokršćanske bazilike.

## Samostan
Godine 1308. spominje se da je samostan zbog velike starine bio ruševan („nimia vetustate consumptum“) te da ga je potrebno temeljito obnoviti. Obnovu samostana je vodio bašćanski župnik po čemu se zaključuje da u samostanu tada nije bilo opata. Krajem 14. i sredinom 15. stoljeća se spominju još dva opata svetolucijskog samostana, a 1465. godine benediktinci su napustili samostan i otišli u Italiju. Iako je samostan postojao do 1590. godine bio je u ruševnom stanju („Ingressus domus Abbatiae, ipsas quasi ruinam minantes vidit“). Ipak i nakon odlaska benediktinaca u samostanu su bili neregularni opati, redovito stranci, sve dok odlukom austrijske vlade 8. prosinca 1817. godine nije predan na uživanje biskupu krčke biskupije Ivanu Šantiću i njegovim nasljednicima.
Krčki biskupi nose i naslov „opat svete Lucije“.

## Crkva
Crkva je malena romanička građevina s jednom lađom koja završava polukružnom apsidom. Na pročelju je romanički zvonik kroz koji se ulazi u crkvu. Zvonik je sagradio Andrija iz Krka u 13. stoljeću. Na zvoniku je sačuvan i njegov natpis: MAISTER ANDREAS ME FECIT. Nekada je zvonik bio viši, ali ga je prilikom obnove 1863. krčki biskup Ivan Vitezić dao sniziti za jedan kat. Istom prilikom na kutovima je ugrađena kamena plastika, simbol četiri evanđelista. Godine 1498. lokalna plemićka obitelj Juranić za koju se smatra da je podrijetlom iz Bosne, došla je u Jurandovor iz Poljica u Dalmaciji, dala je crkvi s južne strane dograditi malenu kapelicu svetog ružarija. Do Prvog svjetskog rata na glavnom oltaru je bio drveni poliptih s gotičkim okvirom, djelo Paola Veneziana iz prve polovine 14. stoljeća. Zbog velike umjetničke vrijednosti taj je poliptih dvaput restauriran, za vrijeme Prvog svjetskog rata u Beču te 1967. godine pri tadašnjem JAZU, danas HAZU u Zagrebu. Danas se poliptih nalazi u biskupskom dvoru u Krku.
O crkvi su brinule dvije bratovštine, „Svete Marije Goričke” iz obližnjeg marijanskog svetišta Gorice te „Gospe od ruzarija”. Nakon odlaska benediktinaca u crkvi su misili domaći bašćanski svećenici.

## Bašćanska ploča
Bašćanska ploča izvorno je bila lijevi plutej, tj. pregrada između dijela crkve kojeg koriste svećenici i dijela namijenjenom puku. Godine 1851. bogoslov Petar Dorčić pronašao ju je ugrađenu u pod crkve te je o tome upozorio Ivana Kukuljevića Sakcinskog nakon čega počinje njezina restauracija i pokušaji čitanja njezinog teksta.
Danas se nalazi u auli HAZU u Zagrebu, a u crkvi svete Lucije je njezin odljev.

## Zanimljivost
Na dan Svete Lucije, 13. prosinca, nakon mise sa zvonika crkve baca se „hlipcić” – maleni kruh. Taj višestoljetni običaj potječe iz vremena kada je u vlasništvu crkve bio obližnji mlin na rječici Suha Ričina pa se u čast Svete Lucije brašno darovalo lokalnom stanovništvu, a ono je od njega peklo „hlipciće” koji su se onda bacali sa zvonika okupljenim vjernicima. Taj običaj se održava i u suvremeno doba.

## Galerija slika
- Ostatci opatove kuće i antičke ville rustice uz crkvu
- Tlocrt Opatije sv. Lucije
- Ostatci opatove kuće, antičke ville rustice, dvorišta i spremišta
- Unutrašnjost benediktinskog samostana
- Kamena plastika u uglovima zvonika

## Vanjske poveznice

### Sestrinski projekti
|  | Zajednički poslužitelj ima još gradiva o temi Jurandvor |

### Mrežna sjedišta
- Turistička zajednica otoka Krka  Arhivirana inačica izvorne stranice od 14. veljače 2010. (Wayback Machine)

1. ↑  Ostojić 1964, str. 169-170.
2. ↑  Ostojić 1964, str. 172.
3. ↑  Kniewald 1934, str. 388.
4. ↑  Kniewald 1934, str. 385.